# Kiskinizs
Kiskinizs este un sat în districtul Szikszó, județul Borsod-Abaúj-Zemplén, Ungaria, având o populație de 345 de locuitori (2011). 

## Demografie
Componența etnică a satului Kiskinizs
     Maghiari (92,35%)
     Romi (7,65%)
Componența confesională a satului Kiskinizs
     Reformați (44,35%)
     Romano-catolici (31,01%)
     Fără religie (4,64%)
     Greco-catolici (4,35%)
     Necunoscută (15,65%)
Conform recensământului din 2011, satul Kiskinizs avea 345 de locuitori. Din punct de vedere etnic, majoritatea locuitorilor (92,35%) erau maghiari, cu o minoritate de romi (7,65%). Nu există o religie majoritară, locuitorii fiind reformați (44,35%), romano-catolici (31,01%), persoane fără religie (4,64%) și greco-catolici (4,35%). Pentru 15,65% din locuitori nu este cunoscută apartenența confesională.